# Perdita swenki
Perdita swenki là một loài Hymenoptera trong họ Andrenidae. Loài này được Crawford mô tả khoa học năm 1915.

## Hình ảnh

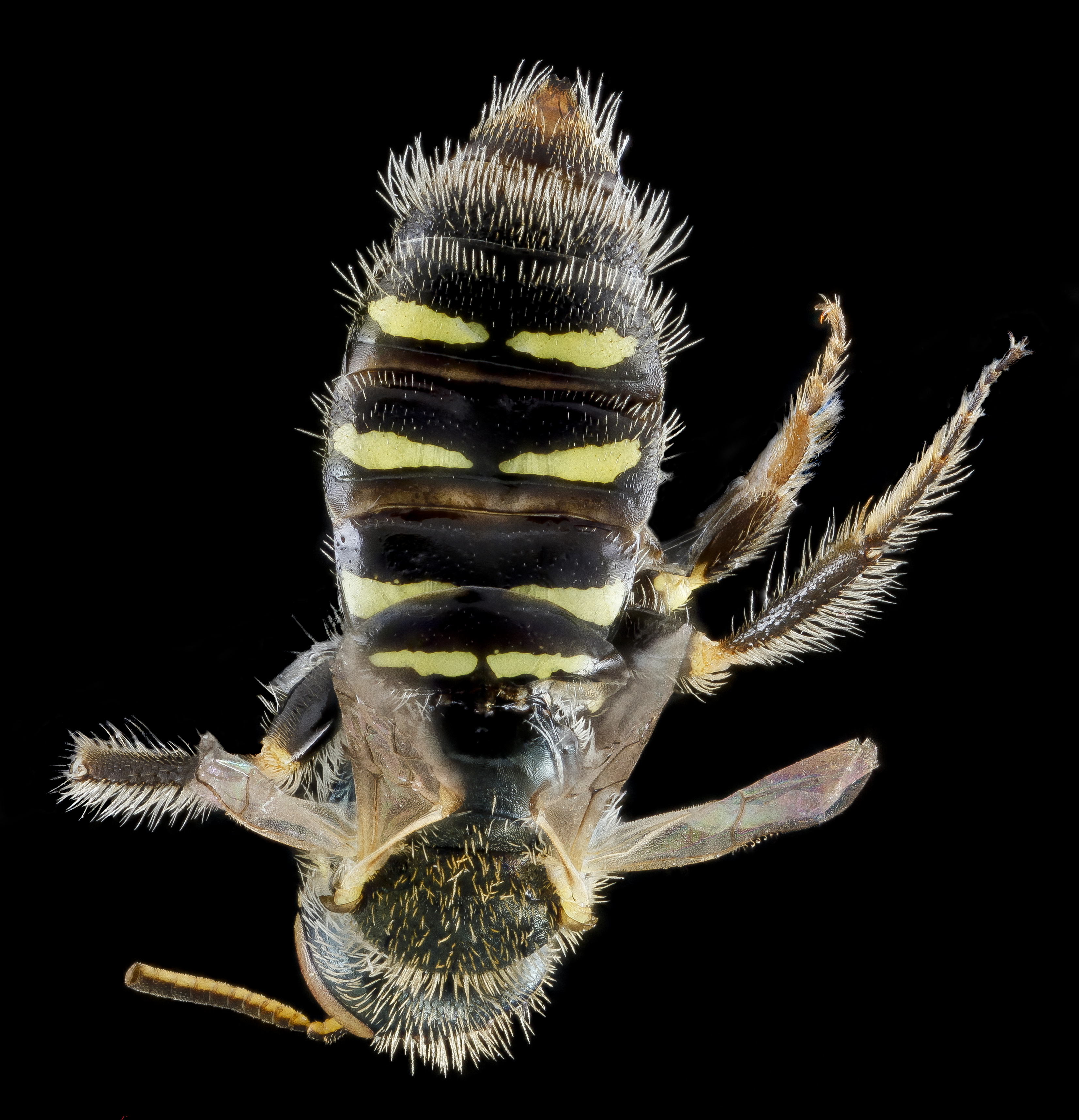
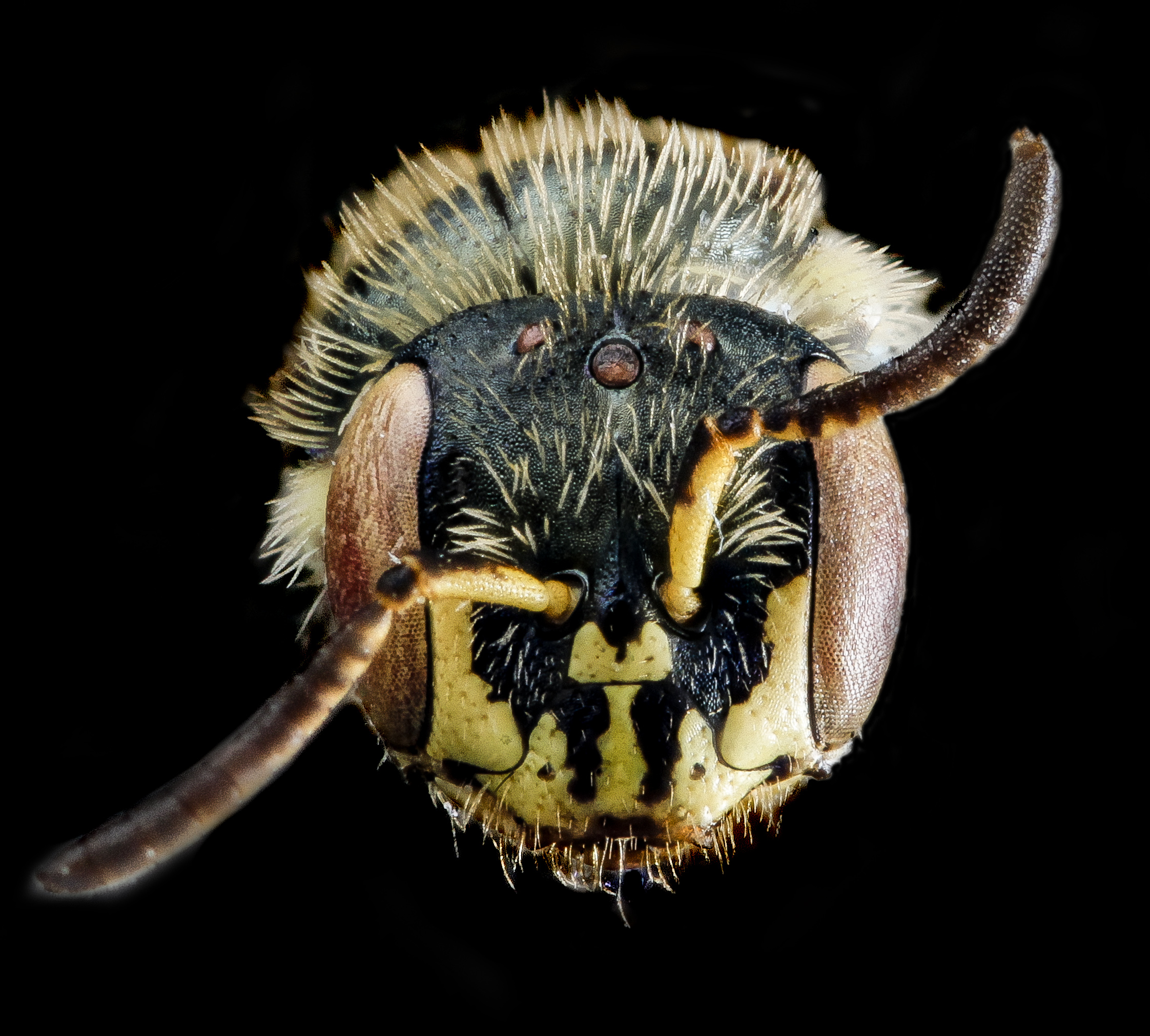
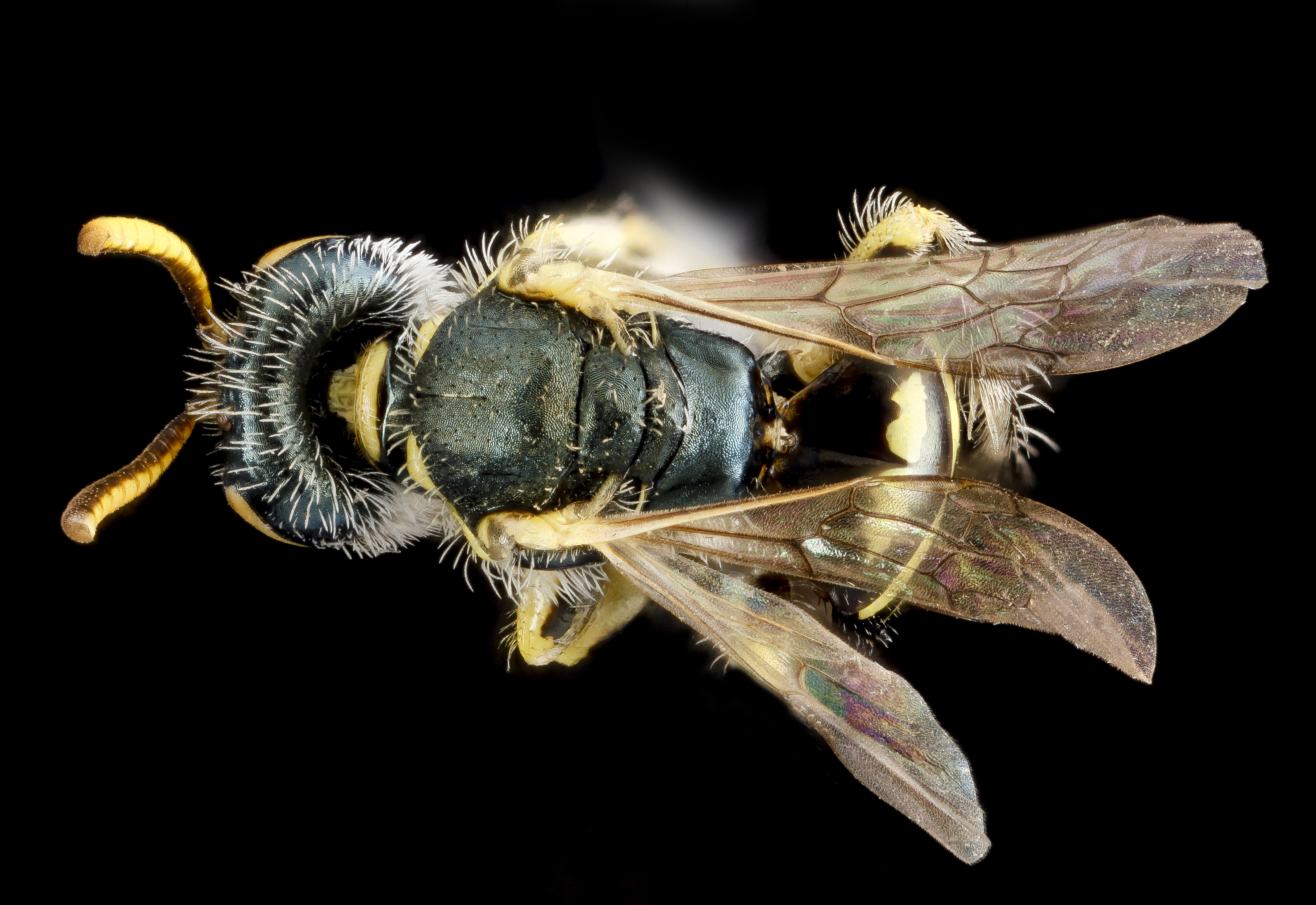
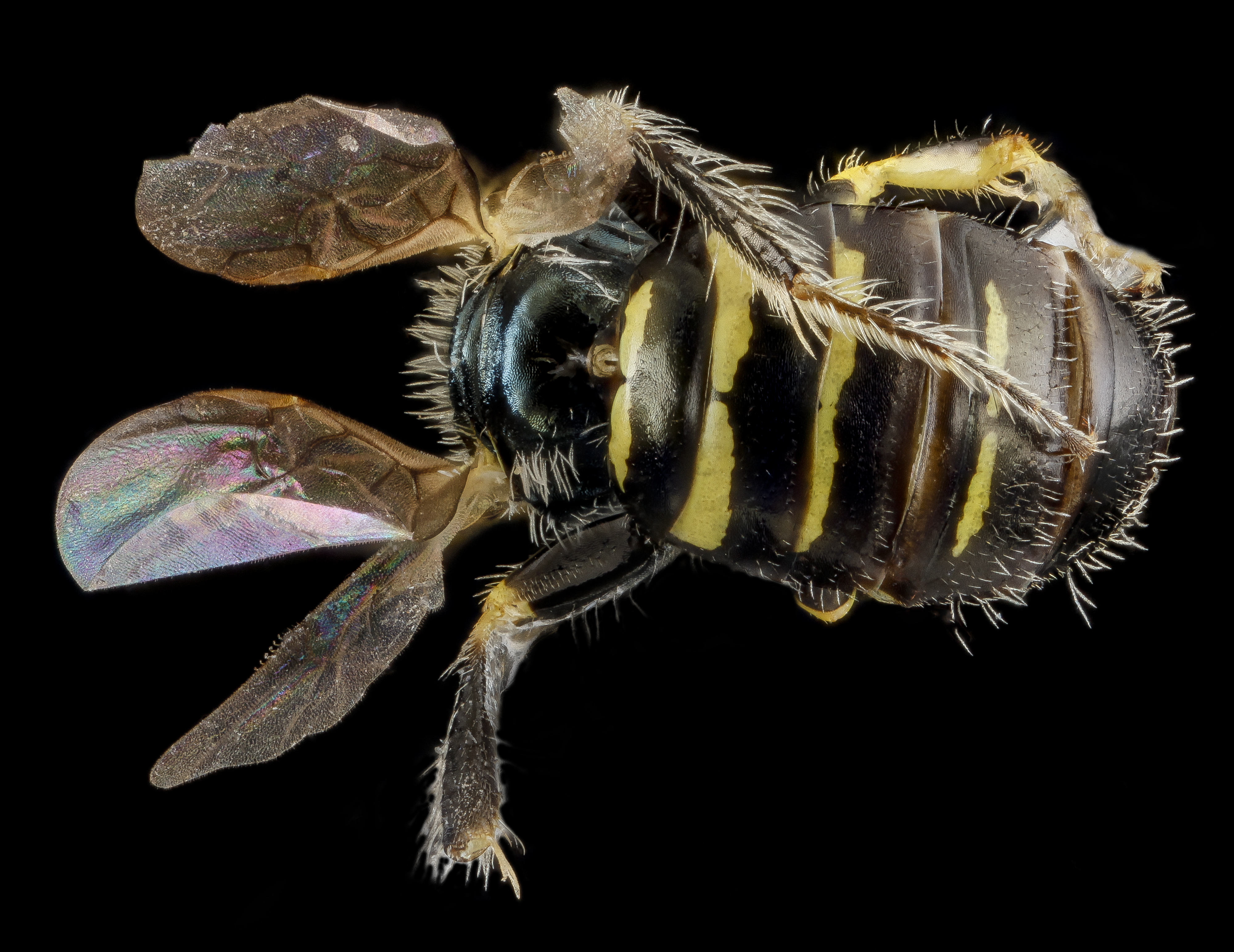